# Sedimentation
Sedimentation eller sedimentering är den rörelse som en extern kraft får till stånd på molekyler i lösningsmedel eller kolloidala partiklar i ett vätskemedium. Den externa kraften är vanligtvis gravitationen, men kan också vara till exempel elektrostatiska krafter eller centrifugalkraften i en centrifug. Tyngre partiklar sedimenterar fortare och närmare ursprungskällan medan små och lättare partiklar hinner transporteras längst från ursprungskällan innan de faller mot bottnen. 